# Kolk, Zagorje ob Savi
Kolk este o localitate din comuna Zagorje ob Savi, Slovenia, cu o populație de 37 de locuitori.